# Helius gibbifer
Helius gibbifer là một loài ruồi trong họ Limoniidae. Chúng phân bố ở miền Cổ bắc.